# Mount Royal, New South Wales
Mount Royal är ett berg i Australien. Det ligger i regionen Singleton och delstaten New South Wales, i den sydöstra delen av landet, omkring 190 kilometer norr om delstatshuvudstaden Sydney. Toppen på Mount Royal är 1 185 meter över havet.
Runt Mount Royal är det mycket glesbefolkat, med 4 invånare per kvadratkilometer.. 
I omgivningarna runt Mount Royal växer i huvudsak städsegrön lövskog. Genomsnittlig årsnederbörd är 1 103 millimeter. Den regnigaste månaden är februari, med i genomsnitt 195 mm nederbörd, och den torraste är maj, med 39 mm nederbörd.